# Categoría Primera A 1962
Die Categoría Primera A 1962 war die fünfzehnte Austragung der kolumbianischen Fußballmeisterschaft. Die Meisterschaft konnte zum siebten Mal Millonarios vor Deportivo Cali gewinnen. Torschützenkönig wurde der Uruguayer José Omar Verdún von Cúcuta Deportivo mit 36 Toren.
Es nahmen die gleichen zwölf Mannschaften wie im Vorjahr teil.
Der Meister qualifizierte sich für die Copa Campeones de América 1963.
Alle Mannschaften spielten viermal gegeneinander.

## Teilnehmer
Die folgenden Vereine nahmen an der Spielzeit 1962 teil.
| Mannschaft                                          | Stadt       | Departamento       |
| --------------------------------------------------- | ----------- | ------------------ |
| América de Cali                                     | Cali        | Valle del Cauca    |
| Atlético Nacional                                   | Medellín    | Antioquia          |
| Atlético Bucaramanga                                | Bucaramanga | Santander          |
| Once Caldas                                         | Manizales   | Caldas             |
| Deportivo Cali                                      | Cali        | Valle del Cauca    |
| Cúcuta Deportivo                                    | Cúcuta      | Norte de Santander |
| Independiente Santa Fe                              | Bogotá      | Bogotá             |
| Independiente Medellín                              | Medellín    | Antioquia          |
| Millonarios                                         | Bogotá      | Bogotá             |
| Deportivo Pereira                                   | Pereira     | Caldas 1           |
| Deportes Quindío                                    | Armenia     | Caldas 1           |
| Deportes Tolima                                     | Ibagué      | Tolima             |
| 1 Quindío und Risaralda wurden erst 1966 gegründet. |             |                    |

## Tabelle
| Pl. | Verein                 | Sp. | S  | U  | N  | Tore    | Diff. | Punkte |
| --- | ---------------------- | --- | -- | -- | -- | ------- | ----- | ------ |
| 1.  | Millonarios (M)        | 44  | 25 | 12 | 7  | 096:440 | +52   | 62:26  |
| 2.  | Deportivo Cali         | 44  | 25 | 7  | 12 | 104:610 | +43   | 57:31  |
| 3.  | Deportivo Pereira      | 44  | 21 | 11 | 12 | 077:710 | +6    | 53:35  |
| 4.  | América de Cali        | 44  | 20 | 12 | 12 | 072:540 | +18   | 52:36  |
| 5.  | Once Caldas            | 44  | 22 | 8  | 14 | 084:590 | +25   | 52:36  |
| 6.  | Independiente Medellín | 44  | 18 | 11 | 15 | 080:810 | −1    | 47:41  |
| 7.  | Atlético Bucaramanga   | 44  | 16 | 10 | 18 | 065:660 | −1    | 42:46  |
| 8.  | Cúcuta Deportivo       | 44  | 16 | 9  | 19 | 092:920 | ±0    | 41:47  |
| 9.  | Santa Fe               | 44  | 15 | 9  | 20 | 069:840 | −15   | 39:49  |
| 10. | Atlético Nacional      | 44  | 10 | 9  | 25 | 056:960 | −40   | 29:59  |
| 11. | Deportes Tolima        | 44  | 9  | 11 | 24 | 047:830 | −36   | 29:59  |
| 12. | Deportes Quindío       | 44  | 6  | 13 | 25 | 051:102 | −51   | 25:63  |

| (M) | Meister 1961: Millonarios |

## Torschützenliste
| Pl. | Spieler             | Mannschaft             | Tore |
| --- | ------------------- | ---------------------- | ---- |
| 1.  | José Omar Verdún    | Cúcuta Deportivo       | 36   |
| 2.  | Óscar Luis Mottura  | Independiente Medellín | 21   |
| 3.  | José Vicente Grecco | Independiente Medellín | 19   |